# مبتون (واشینگتن)
مبتون (به انگلیسی: Mabton) شهری در شهرستان یاکیما ایالت واشنگتن است که در سرشماری سال ۲۰۱۰ میلادی، ۲۲۸۶ نفر جمعیت داشته است.